# Golden Trail World Series 2025
La Golden Trail World Series 2025 è la ottava edizione della Golden Trail World Series, competizione annuale di trail running e skyrunning organizzata dalla Salomon. I detentori del titolo dell'anno precedente sono rispettivamente il marocchino Elhousine Elazzaoui e la keniana Joyce Muthoni Njeru.

## Calendario
Il calendario presenta 8 gare regolari, e due gare di finale, di cui un prologo con partenza ad intervalli.
| Nome gara                         | Lunghezza | Dislivello | Luogo                       | Data              | Tipologia     |
| --------------------------------- | --------- | ---------- | --------------------------- | ----------------- | ------------- |
| Kobe Trail                        | 21,3 km   | 2 109 m D+ | Kōbe, Giappone              | 19 aprile 2025    | gara regolare |
| Jinshanling Great Wall Trail Race | 24,2 km   | 1 489 m D+ | Chengde, Cina               | 26 aprile 2025    | gara regolare |
| Il Golfo Dell'Isola Trail         | 26 km     | 1 400 m D+ | Noli, Italia                | 17 maggio 2025    | gara regolare |
| Zegama-Aizkorri                   | 42,2 km   | 2 736 m D+ | Zegama, Spagna              | 25 maggio 2025    | gara regolare |
| Broken Arrow Skyrace              | 21,7 km   | 1 372 m D+ | Olympic Valley, Stati Uniti | 22 giugno 2025    | gara regolare |
| Tepec Trail                       | 32 km     | 1 800 m D+ | Huasca de Ocampo, Messico   | 29 giugno 2025    | gara regolare |
| Pitz Alpine Glacier Trail         | 23,5 km   | 1 700 m D+ | Mandarfen, Austria          | 2 agosto 2025     | gara regolare |
| Sierre-Zinal                      | 31 km     | 2 200 m D+ | Sierre, Svizzera            | 12 agosto 2023    | gara regolare |
| Grand Final                       | ? km      | ? m D+     | ?                           | 9-12 ottobre 2025 | finale        |

## Punteggi
La finale delle World Series si disputerà con una gara composta da un prologo e una gara principale, con gare separate per uomini e donne. Possono partecipare alla finale nella categoria Elite gli atleti che al termine delle otto gare precedenti (le gare regolari) sono nei primi 30 posti della classifica generale.
La classifica finale tiene conto dei tre migliori risultati delle gare regolari più i punti del prologo e della gara finale.
Nella tabella vengono elencati solamente i punti assegnati dal 1º al 30º posto, anche se tutti gli atleti classificati entro le prime 60 posizioni, ricevono punti validi per la classifica.
| Posizione                  | 1º  | 2º  | 3º  | 4º  | 5º  | 6º  | 7º  | 8º  | 9º  | 10º | 11º | 12º | 13º | 14º | 15º | 16º | 17º | 18º | 19º | 20º | 21º | 22º | 23º | 24º | 25º | 26º | 27º | 28º | 29º | 30º |
| -------------------------- | --- | --- | --- | --- | --- | --- | --- | --- | --- | --- | --- | --- | --- | --- | --- | --- | --- | --- | --- | --- | --- | --- | --- | --- | --- | --- | --- | --- | --- | --- |
| Punti gare regolari        | 200 | 188 | 176 | 166 | 156 | 150 | 144 | 140 | 136 | 133 | 130 | 127 | 124 | 121 | 118 | 115 | 112 | 109 | 106 | 103 | 100 | 97  | 94  | 91  | 88  | 85  | 82  | 79  | 76  | 73  |
| Punti prologo della finale | 100 | 94  | 88  | 83  | 78  | 75  | 72  | 70  | 68  | 67  | 65  | 64  | 62  | 61  | 59  | 58  | 56  | 55  | 53  | 52  | 50  | 49  | 47  | 46  | 44  | 43  | 41  | 40  | 38  | 37  |
| Punti della finale         | 300 | 282 | 264 | 249 | 234 | 225 | 216 | 210 | 204 | 199 | 195 | 190 | 186 | 181 | 177 | 172 | 168 | 163 | 159 | 154 | 150 | 145 | 141 | 136 | 132 | 127 | 123 | 118 | 114 | 109 |

## Risultati

### Uomini
Prologo della finale, 100 punti al vincitore
     Finale, 300 punti al vincitore
| Gara                              | Lungh.  | Disl.      | Vincitore           | Tempo    | 2º classificato     | Tempo    | 3º classificato  | Tempo    |
| --------------------------------- | ------- | ---------- | ------------------- | -------- | ------------------- | -------- | ---------------- | -------- |
| Kobe Trail                        | 21,3 km | 2 109 m D+ | Patrick Kipngeno    | 2h29'46" | Philemon Kiriago    | 2h31'53" | Bogdan Damian    | 2h31'56" |
| Jinshanling Great Wall Trail Race | 24,2 km | 1 489 m D+ | Patrick Kipngeno    | 2h13'05" | Philemon Kiriago    | 2h13'48" | Joey Hadorn      | 2h14'03" |
| Il Golfo Dell'Isola Trail         | 26 km   | 1 400 m D+ | Philemon Kiriago    | 2h01'47" | Elhousine Elazzaoui | 2h02'06" | Paul Machoka     | 2h02'44" |
| Zegama-Aizkorri                   | 42,2 km | 2 736 m D+ | Elhousine Elazzaoui | 3h43'28" | Andreu Blanes Reig  | 3h50'53" | Daniel Pattis    | 3h51'40" |
| Broken Arrow Skyrace              | 21,7 km | 1 372 m D+ | Elhousine Elazzaoui | 1h43'53" | Philemon Kiriago    | 1h43'57" | Patrick Kipngeno | 1h44'11" |
| Tepec Trail                       | 32 km   | 1 800 m D+ | Elhousine Elazzaoui | 3h00'01" | Patrick Kipngeno    | 3h00'11" | Philemon Kiriago | 3h00'23" |
| Pitz Alpine Glacier Trail         | 23,5 km | 1 700 m D+ | Timothy Kibett      | 1h32'43" | Samwel Kiprotich    | 1h32'47" | Taylor Stack     | 1h33'40" |
| Sierre-Zinal                      | 31 km   | 2 200 m D+ |                     |          |                     |          |                  |          |
| Grand Final                       | ? km    | ? m D+     |                     |          |                     |          |                  |          |
| Grand Final                       | ? km    | ? m D+     |                     |          |                     |          |                  |          |

### Donne
Prologo della finale, 100 punti alla vincitrice
     Finale, 300 punti alla vincitrice
| Gara                              | Lungh.  | Disl.      | Vincitrice       | Tempo    | 2ª classificata   | Tempo    | 3ª classificata     | Tempo    |
| --------------------------------- | ------- | ---------- | ---------------- | -------- | ----------------- | -------- | ------------------- | -------- |
| Kobe Trail                        | 21,3 km | 2 109 m D+ | Sara Alonso      | 2h53'57" | Madalina Florea   | 2h59'46" | Malen Osa           | 3h02'10" |
| Jinshanling Great Wall Trail Race | 24,2 km | 1 489 m D+ | Caroline Kimutai | 2h39'14" | Joyline Chepngeno | 2h41'26" | Madalina Florea     | 2h43'15" |
| Il Golfo Dell'Isola Trail         | 26 km   | 1 400 m D+ | Madalina Florea  | 2h22'29" | Philaries Kisang  | 2h22'56" | Valentine Rutto     | 2h25'33" |
| Zegama-Aizkorri                   | 42,2 km | 2 736 m D+ | Sara Alonso      | 4h27'25" | Judith Wyder      | 4h29'47" | Malen Osa           | 4h31'18" |
| Broken Arrow Skyrace              | 21,7 km | 1 372 m D+ | Joyce Njeru      | 2h01'06" | Madalina Florea   | 2h02'03" | Anna Gibson         | 2h03'46" |
| Tepec Trail                       | 32 km   | 1 800 m D+ | Lauren Gregory   | 3h26'28" | Joyce Njeru       | 3h31'10" | Madalina Florea     | 3h47'12" |
| Pitz Alpine Glacier Trail         | 23,5 km | 1 700 m D+ | Noemi Lang       | 1h49'51" | Malen Osa         | 1h50'20" | Andrine Benjaminsen | 1h52'28" |
| Sierre-Zinal                      | 31 km   | 2 200 m D+ |                  |          |                   |          |                     |          |
| Grand Final                       | ? km    | ? m D+     |                  |          |                   |          |                     |          |
| Grand Final                       | ? km    | ? m D+     |                  |          |                   |          |                     |          |

## Classifiche

### Uomini
| Pos. | Atleta              | Giappone (bandiera) | Cina (bandiera) | Italia (bandiera) | Spagna (bandiera) | Stati Uniti (bandiera) | Messico (bandiera) | Austria (bandiera) | Svizzera (bandiera) |  | Prol. | Finale | Totale |
| ---- | ------------------- | ------------------- | --------------- | ----------------- | ----------------- | ---------------------- | ------------------ | ------------------ | ------------------- |  | ----- | ------ | ------ |
| 1    | Elhousine Elazzaoui |                     |                 | 188               | 200               | 200                    | 200                |                    |                     |  |       | 600    |        |
| 2    | Patrick Kipngeno    | 200                 | 200             |                   |                   | 176                    | 188                |                    |                     |  |       | 588    |        |
| 3    | Philemon Kiriago    | 188                 | 188             | 200               |                   | 188                    | 176                |                    |                     |  |       | 576    |        |
| 4    | Daniel Pattis       | 150                 | 144             |                   | 176               |                        |                    |                    |                     |  |       | 470    |        |
| 5    | Roberto Delorenzi   |                     |                 | 140               | 3                 | 109                    | 166                | 130                |                     |  |       | 436    |        |
| 6    | Cesare Maestri      |                     | 156             | 166               |                   |                        |                    | 112                |                     |  |       | 434    |        |
| 7    | Pierre Galbourdin   |                     | 140             | 133               |                   |                        |                    | 150                |                     |  |       | 423    |        |
| 8    | Bogdan Damian       | 176                 | 133             | 94                |                   |                        |                    |                    |                     |  |       | 403    |        |
| 9    | Theo Bourgeois      | 144                 | 109             |                   | 121               |                        |                    |                    |                     |  |       | 374    |        |
| 10   | Timothy Kibett      |                     | 166             |                   |                   |                        |                    | 200                |                     |  |       | 366    |        |
|      | Juho Ylinen         | 133                 | 127             |                   | 100               |                        |                    |                    |                     |  |       | 360    |        |
|      | Joey Hadorn         | 166                 | 176             |                   |                   |                        |                    |                    |                     |  |       | 342    |        |
|      | Ryunosuke Omi       | 156                 | 121             | 64                |                   |                        |                    |                    |                     |  |       | 341    |        |
|      | Samwel Kiprotich    |                     | 150             |                   |                   |                        |                    | 188                |                     |  |       | 338    |        |
|      | Michael Saoli       |                     |                 | 156               |                   |                        |                    | 166                |                     |  |       | 322    |        |
|      | Andreu Blanes Reig  |                     |                 |                   | 188               |                        |                    |                    |                     |  |       | 188    |        |
|      | Paul Machoka        |                     |                 | 176               |                   |                        |                    |                    |                     |  |       | 176    |        |
|      | Christian Allen     |                     |                 |                   |                   | 166                    |                    |                    |                     |  |       | 166    |        |

### Donne
| Pos. | Atleta             | Giappone (bandiera) | Cina (bandiera) | Italia (bandiera) | Spagna (bandiera) | Stati Uniti (bandiera) | Messico (bandiera) | Austria (bandiera) | Svizzera (bandiera) |  | Prol. | Finale | Totale |
| ---- | ------------------ | ------------------- | --------------- | ----------------- | ----------------- | ---------------------- | ------------------ | ------------------ | ------------------- |  | ----- | ------ | ------ |
| 1    | Madalina Florea    | 188                 | 176             | 200               |                   | 188                    | 176                |                    |                     |  |       | 576    |        |
| 2    | Sara Alonso        | 200                 | 166             |                   | 200               |                        |                    |                    |                     |  |       | 566    |        |
| 3    | Malen Osa          | 176                 |                 |                   | 176               |                        |                    | 188                |                     |  |       | 540    |        |
| 4    | Joyce Njeru        | 150                 |                 |                   |                   | 200                    | 188                |                    |                     |  |       | 538    |        |
| 5    | Rosa Lara Feliu    |                     |                 | 166               | 166               |                        |                    | 127                |                     |  |       | 459    |        |
| 6    | Takako Takamura    | 166                 | 150             | 124               | 3                 |                        |                    | 82                 |                     |  |       | 443    |        |
| 7    | Marie Nivet        |                     | 144             | 144               |                   | 150                    |                    |                    |                     |  |       | 438    |        |
| 8    | Courtney Coppinger | 133                 | 136             |                   |                   |                        | 156                |                    |                     |  |       | 425    |        |
| 9    | Rachel Tomajczyk   |                     | 133             |                   |                   |                        | 136                | 130                |                     |  |       | 399    |        |
| 10   | Sara Willhoit      | 156                 |                 | 103               |                   |                        |                    | 136                |                     |  |       | 395    |        |
| 11   | Silvia Schwaiger   |                     | 136             |                   | 124               |                        |                    | 109                |                     |  |       | 369    |        |
| 12   | Lauren Gregory     |                     |                 |                   |                   | 166                    | 200                |                    |                     |  |       | 366    |        |
| 13   | Alice Minetti      |                     | 121             | 115               | 3                 | 82                     |                    | 106                |                     |  |       | 345    |        |
| 14   | Caroline Kimutai   |                     | 200             |                   |                   |                        |                    | 144                |                     |  |       | 344    |        |
| 15   | Philaries Kisang   |                     |                 | 188               |                   |                        |                    | 150                |                     |  |       | 338    |        |
| 16   | Noemi Lang         |                     |                 |                   |                   |                        |                    | 200                |                     |  |       | 321    |        |
| 17   | Anna Gibson        |                     |                 |                   | 130               | 176                    |                    |                    |                     |  |       | 306    |        |
| 18   | Alice Gaggi        |                     |                 | 150               |                   | 156                    |                    |                    |                     |  |       | 306    |        |
|      | Joyline Chepngeno  |                     | 188             |                   |                   |                        |                    |                    |                     |  |       | 188    |        |
|      | Judith Wyder       |                     |                 |                   | 188               |                        |                    |                    |                     |  |       | 188    |        |
|      | Valentine Rutto    |                     |                 | 176               |                   |                        |                    |                    |                     |  |       | 176    |        |
|      | Vivien Bonzi       |                     |                 | 156               |                   |                        |                    |                    |                     |  |       | 156    |        |